# 로지풀다람쥐
로지풀다람쥐(Neotamias speciosus)는 다람쥐과에 속하는 설치류의 일종이다. 미국 캘리포니아주의 해발 1500~3000m 고도에서 발견된다. "타호다람쥐"와 "세쿼이아다람쥐", "피노스산다람쥐", "샌베르나디노다람쥐"라는 이름으로도 불린다.

## 특징
로지풀다람쥐는 암수가 성적이형성을 보이며 암컷이 수컷보다 큰 것으로 알려져 있다. 암컷 몸무게가 평균 55~69g으로 수컷 평균 50~60g보다 무겁다. 암컷 몸길이는 197~229mm인 반면에 수컷 몸길이는 보통 200~222mm이다.

## 아종
4종의 아종이 알려져 있다.
- Neotamias speciosus speciosus
- Neotamias speciosus callipeplus
- Neotamias speciosus frater
- Neotamias speciosus sequoiensis